# Ставропольский противочумный институт
ФКУЗ Ставропольский противочумный институт Роспотребнадзора – многопрофильный специализированный научно-исследовательский центр в области обеспечения санитарно-эпидемиологического благополучия населения по особо опасным инфекциям и защиты от биологических угроз. Институт входит в структуру единой федеральной централизованной системы учреждений противочумной службы России.
Полное название учреждения – Федеральное казённое учреждение здравоохранения «Ставропольский научно-исследовательский противочумный институт» Федеральной службы по надзору в сфере защиты прав потребителей и благополучия человек.

## История
В 1934 году на базе противочумного отделения Ставропольского химбакинститута была организована Ставропольская противочумная станция. Первым директором станции был И.С. Эрлих. Станция была координирующим центром для противочумных учреждений Ставропольского края и республик Закавказья. В 1942-1943 годах во время оккупации фашистскими войсками территории Северного Кавказа основные кадры и лабораторное имущество станции были эвакуированы в Гурьевскую область Казахской ССР.  В Гурьевской области специалисты станции участвовали в ликвидации вспышек чумы, холеры, туляремии и мероприятиях по борьбе с грызунами – переносчиками инфекций. Возобновила свою деятельность на территории Ставропольского края с 13 февраля 1943 года.
В 1952 году приказом Минздрава СССР от 05.11.1951 №973 на базе Ставропольской противочумной станции был организован Научно-исследовательский противочумный институт Кавказа и Закавказья. Институту поручено оперативное руководство противочумными учреждениями в Ставропольском крае, Грозненской области, Дагестанской АССР, Азербайджанской ССР, Армянской ССР и Грузинской ССР. С 1965 года в институте начали ежегодно проводиться курсы Всемирной организации здравоохранения (ВОЗ) по борьбе с чумой и переносчиками возбудителей трансмиссивных болезней. В 1973 году на базе института был организован сотрудничающий с ВОЗ и справочный Центр по чуме, выполнявший работу по оказанию помощи странам Азии, Африки и Южной Америки по проблемам чумы. Специалистами института были открыты и описаны Закавказский равнинно-предгорный (1953), Закавказский высокогорный (1958), Приараксинский (1967), Терско-Сунженский низкогорный (1970), Центрально-Кавказский (1971) и Дагестанский высокогорный (1977) природные очаги чумы. Сотрудники института принимали участие в обеспечении санитарно-эпидемиологического благополучия населения в экстремальных условиях в период боевых действий на территории Чеченской и Ингушской республик в 1995 году, 2000-2001 гг, в зоне грузино-осетинского конфликта (Республика Южная Осетия, 2008 год). Девять сотрудников получили награды за самоотверженность в борьбе с covid-19.
С историей становления и развития института связана деятельность многих замечательных учёных. Здесь работали В. Н. Тер-Вартанов, И. Г. Иофф, М. П. Покровская, Р. И. Котлярова, Ю. М. Ралль, В. П. Федоров, А. К. Акиев, А. И. Дятлов, В. Г. Пилипенко, П. Е Найден, И. З. Климченко, Н. Ф. Дарская, О. И. Скалон, И. С. Тинкер, И. Ф. Таран, Г. М. Грижебовский и многие другие.

## Руководители
- 1953—1963 гг — Вартан Никитович Тер-Вартанов[10];
- 1963—1979 гг — Влас Григорьевич Пилипенко;
- 1979—1982 гг — Юрий Григорьевич Сучков;
- 1983—1989 гг — Иван Фёдорович Таран;
- 1989—2007 гг — Виталий Иванович Ефременко;
- с 2007 года — Александр Николаевич Куличенко[11]